# 招贤镇 (莒县)
招賢鎮是中國山東省日照市莒縣下的一個鎮，位于莒县东北，有206国道、莒东公路、胶新铁路等通過。辖81个行政村，总面积110.28平方千米，镇政府驻招贤村。